# X-Men: Children of the Atom
X-Men: Children of the Atom (яп. ックス・メン チルドレン オブ ジ ア эккусу мэн тирудорэн обу дзи атому) — файтинг 1994 года, разработанный и изданный японской компанией Capcom для аркадной системы CP System II. В Японии игра вышла в декабре 1994 года, а месяц спустя — в январе 1995 года — состоялся её релиз в Северной Америке и Европе. Другие компании портировали игру на Sega Saturn, PlayStation и MS-DOS.
Это первый файтинг от Capcom с участием персонажей комиксов американского издательства Marvel Comics. В нём игрок управляет одним из Людей Икс или их врагов в поединках один на один; по окончании третьего сражения он противостоит боссам Джаггернауту и Магнето. С точки зрения игрового процесса Children of the Atom напоминает предыдущие файтинги Capcom — Super Street Fighter II Turbo и Darkstalkers; среди нововведений — система комбо, позволяющая пользователю провести серию ударов не только на земле, но и в воздухе, различные тактические манёвры, например, механика переката, и многоярусные этапы. Элементы игрового процесса использовались в серии Marvel vs. Capcom, которая началась с игры X-Men vs. Street Fighter.
Children of the Atom получила смешанные отзывы. Рецензенты хвалили оригинальную игру для аркадных автоматов, порты для Sega Saturn и ПК, а наиболее низких оценок они удостоили версию для PlayStation из-за лагов и небольшого количества кадров.

## Игровой процесс
С точки зрения игрового процесса Children of the Atom напоминает предыдущие файтинги Capcom — Super Street Fighter II Turbo и Darkstalkers: игрок выбирает одного из 10 игровых персонажей — 6 членов Людей Икс или 4 антагонистов — и сражается с ИИ; победителем признаётся боец, победивший в двух раундах из трёх. В режиме одиночной игры пользователь противостоит шести управляемым компьютером противникам и двум неигровым боссам — Джаггернауту и Магнето. В отличие от некоторых других файтингов, игрок не может сражаться против двойника выбранного им бойца. На шестом этапе может появиться секретный персонаж Акума из Super Street Fighter II Turbo.
У персонажей есть шкала «Сила Икс», которая заполняется по мере нанесения игроком обычных или специальных атак. Когда шкала заполняется наполовину, её уровень меняется с первого на второй, после чего вокруг бойца появляется аура. При достижении следующего, максимального, уровня игрок получает возможность использовать «Способность Икс», потребляющую небольшую часть шкалы «Сила Икс», или «Гипер Икс», обнуляющую большую часть этой шкалы. Если персонаж останавливает падение от вражеского броска или выполняет контрбросок, он также расходует часть «Силы Икс».
Среди других тактических манёвров в Children of the Atom есть суперпрыжки, откаты и рывки после падения, возможность определить направление вражеского снаряда, например, оптического луча Циклопа, и преследование противника после применения метательного оружия для непрерывного использования следующего удара. Также игрок может настроить блок, сделав его как «ручным», так и «автоматическим». Были добавлены многоярусные этапы — после разрушения пола под ногами бойцов они приземляются на нижний уровень арены.

## Разработка
По условиям соглашения между Marvel и Capcom представители последней компании имели возможность добавить в игру персонажа из франшизы Street Fighter в качестве секретного бойца, которым стал Акума. В озвучивании Людей Икс приняли участие актёры из одноимённого мультсериала 1992 года.
Изначально Sega Saturn была единственной консолью, для которой планировался порт оригинальной версии Children of the Atom для аркадных автоматов. Представители Capcom представили его на своём летнем фестивале в августе 1995 года. На тот момент версия для Sega Saturn была готова на 50 % — в ней можно было играть только за Циклопа, Росомаху, Псайлок и Человека-льда. По словам старшего менеджера отдела планирования и дизайна продукции Capcom Тацуи Минами, главной проблемой при портировании игры на Saturn была ограниченная память консоли. Все три ведущие игровые консоли того времени — Saturn, PlayStation и 3DO — имели только 2 мегабайта оперативной памяти, в то время как для одних лишь данных персонажей аркадной версии Children of the Atom требовалось 32 мегабайта. По этой причине создатели версии для Saturn сократили треть кадровой частоты.
Изначально релиз версии для PlayStation должен был состояться в ноябре 1996 года, однако у Capcom возникли трудности с конвертацией, поэтому представители компании передали проект Probe Entertainment, которая также отвечала за создание порта для ПК. Сотрудники Probe тоже столкнулись с трудностями при портировании, поэтому дата выпуска была перенесена на первый квартал 1998 года.

## Выпуск
Релиз версии Children of the Atom для аркадных автоматов состоялся в декабре 1994 года. 24 марта 1995 года под лейблом Sony Records в продажу поступил компакт-диск с саундтреком к игре.
22 ноября 1995 года Capcom выпустила порт для Sega Saturn в Японии, после чего через несколько месяцев в Северной Америке и Европе появилась аналогичная версия от Acclaim. 13 января 1996 года в продажу поступило руководство по игре от Gamest Mook, за издание которого отвечала Shinseisha. Версия для Sega Saturn оставалась единственным портом для консолей вплоть до выхода версий Children of the Atom для PlayStation и MS-DOS в Северной Америке и Европе в 1997 году, за издание которых также отвечала Acclaim. В японском издании для Saturn игроки могли управлять Джаггернаутом в режиме свободной игры с помощью чит-кода. Представители Capcom исправили эту «ошибку» в североамериканском и европейском релизах и в вышедшей позднее версии для PlayStation.
В 2019 году стало известно о перевыпуске Children of the Atom на аркадных автоматах от Arcade1Up. В июне 2024 года представители Capcom объявили, что Children of the Atom пополнит сборник Marvel vs. Capcom Fighting Collection: Arcade Classics, релиз которого состоялся в сентябре того же года. В этой версии игроки могут управлять Джаггернаутом и Магнето.

## Восприятие
| Иноязычные издания      | Иноязычные издания                    |
| Издание                 | Оценка                                |
| ----------------------- | ------------------------------------- |
| AllGame                 | (Аркада)                              |
| Edge                    | 8/10 (Saturn)                         |
| EGM                     | 5/10 (PlayStation)                    |
| Game Informer           | 8,25/10 (Saturn) 4,5/10 (PlayStation) |
| GameRevolution          | B− (Saturn)                           |
| GameSpot                | 6,7/10 (PC)                           |
| IGN                     | 3,5/10 (PlayStation)                  |
| Next Generation         | · (Аркада, Saturn) · (PlayStation)    |
| Computer Games Magazine | (PC)                                  |
| Maximum                 | (Saturn)                              |
| Sega Saturn Magazine    | 94 % (Saturn)                         |

В то время как версии X-Men: Children of the Atom для аркадных автоматов и Sega Saturn получили хорошие отзывы, порт для ПК был принят неоднозначно, а версия для PlayStation была удостоена самых низких оценок. Редакция японского издания Game Machine в своём выпуске от 15 февраля 1995 года поместила Children of the Atom на 5-е место среди самых успешных игр для аркадных автоматов месяца. В Северной Америке рецензенты RePlay заявили, что файтинг от Capcom с участием Людей Икс являлся самым популярным аркадным проектом на тот момент. Обозреватель Next Generation высоко оценил набор персонажей, интерфейс, механику специальных приёмов, анимацию и озвучку из оригинальной версии; с другой стороны, он пришёл к выводу, что без учёта этого контента Children of the Atom не выделяется на фоне других файтингов того периода.
Обозреватель GamePro отметил, что игра была «идеально перенесена» на Saturn и похвалил отзывчивое управление, динамичный игровой процесс, красочную графику и отсутствие лагов. Редакция Sega Saturn Magazine назвала версию для Saturn «идеальной аркадой» и первой успешной игровой адаптацией комиксов; к числу положительных сторон они отнесли хорошо сбалансированных и отличающихся друг от друга персонажей и систему комбо. Хотя рецензент Next Generation сетовал на «избитый» жанр двухмерных файтингов, он в то же время назвал Children of the Atom примечательным проектом благодаря его плавной анимации, яркой графике и балансу сильных и слабых сторон известных персонажей комиксов о Людях Икс. По мнению редакции Maximum, авторам версии для Saturn удалось воссоздать графику и игровой процесс оригинальной аркадной игры. Впоследствии она назвала Children of the Atom игрой месяца.
Рецензент GameSpot назвал версию для ПК практически идеальным портом «аркадного хита Capcom 1995 года»: «Это доказывает, что ПК действительно является жизнеспособной платформой для файтингов», — хотя затем он раскритиковал её за провисания, менее качественное визуальное оформление и отсутствие возможности формировать цепочку из комбо-ударов.
В обзорах версии для PlayStation отмечалось, что к моменту её выпуска, состоявшегося спустя два года после релиза версии для Saturn, игра «слишком отстала от времени». Четыре рецензента Electronic Gaming Monthly отдали предпочтение следующему файтингу Capcom для PlayStation Marvel Super Heroes и указали на скорый выход порта X-Men vs. Street Fighter для этой консоли. Next Generation также отметил потерю актуальности проекта. Среди слабых сторон игры критики выделили плохое портирование — принимая во внимание длительность разработки этой версии, — которое проявлялось в лагах и сокращении кадровой частоты. На примере Children of the Atom Шон Смит из Electronic Gaming Monthly заявил, что двухмерные файтинги Capcom не так хорошо подходят для PlayStation, как для Saturn.
Редакция GameFan признала значимость и влияние аркадной версии на момент её выхода, качество порта для Sega Saturn и недостатки версии для PlayStation. В 2011 году GamePro похвалил её «потрясающую» озвучку и бережное отношение к персонажам из комиксов и отметил, что многие спрайты и наборы движений использовались во многих файтингах Capcom с участием Людей Икс. Среди немногочисленных недостатков игры обозреватель выделил небольшой список персонажей и дисбаланс в случае некоторых бойцов.
В 2012 году GamesRadar упомянул её в числе малоизвестных классических файтингов, которые заслуживают HD-ремейков. В 2013 году Nerdist поместил её в десятку культовых компьютерных игр Marvel. В том же году Children of the Atom заняла 17-е место в списке лучших игровых адаптаций комиксов Marvel по версии журнала Geek Magazine. В 1996 году GamesMaster поместил версию для Saturn на 3-е место среди 10 лучших игр для этой консоли.